# Championnats d'Europe d'athlétisme en salle 2011
Navigation
Les 31e Championnats d'Europe d'athlétisme en salle se sont déroulés du 4 au 6 mars 2011 au Palais omnisports de Paris-Bercy, à Paris, en France. La compétition, organisée sous l'égide de l'Association européenne d'athlétisme et de la Fédération française d'athlétisme, comporte vingt-six épreuves, 13 masculines et 13 féminines.

## Organisation
La capitale française est désignée ville hôte le 15 octobre 2007 à l'issue du congrès de l'Association européenne d'athlétisme (AEA), les deux autres villes candidates écartées par l'AEA étant Göteborg en Suède et Leipzig en Allemagne.
Les épreuves se déroulent au Palais omnisports de Paris-Bercy qui accueille cet évènement pour la deuxième fois après l'édition 1994. Il a par ailleurs été le siège d'autres compétitions internationales d'athlétisme majeures tels les Jeux mondiaux en salle de 1985 ou les Championnats du monde d'athlétisme en salle de 1997.

## Calendrier
| S | Séries | Q | Qualifications | ½ | Demi-finales | F | Finale |

| Date →           | 04/03 | 04/03 | 04/03 | 05/03 | 05/03 | 05/03 | 06/03 | 06/03 | 06/03 |
| Épreuve ↓        | Matin | Soir  | Soir  | Matin | Soir  | Soir  | Matin | Soir  | Soir  |
| ---------------- | ----- | ----- | ----- | ----- | ----- | ----- | ----- | ----- | ----- |
| 60 m             |       |       |       | S     | ½     | ½     |       | F     | F     |
| 400 m            | S     | ½     | ½     |       | F     | F     |       |       |       |
| 800 m            |       | S     | S     |       | ½     | ½     |       | F     | F     |
| 1 500 m          |       |       |       |       | S     | S     |       | F     | F     |
| 3 000 m          | S     |       |       |       | F     | F     |       |       |       |
| 60 m haies       | S     | ½     | F     |       |       |       |       |       |       |
| 4 × 400 m        |       |       |       |       |       |       |       | F     | F     |
| Saut en hauteur  |       | Q     | Q     |       | F     | F     |       |       |       |
| Saut à la perche |       | Q     | Q     |       | F     | F     |       |       |       |
| Saut en longueur | Q     |       |       |       | F     | F     |       |       |       |
| Triple saut      |       | Q     | Q     |       |       |       |       | F     | F     |
| Lancer du poids  | Q     | F     | F     |       |       |       |       |       |       |
| Heptathlon       |       |       |       | F     | F     | F     | F     | F     | F     |

| Date →           | 04/03 | 04/03 | 04/03 | 05/03 | 05/03 | 05/03 | 06/03 | 06/03 | 06/03 |
| Épreuve↓         | Matin | Soir  | Soir  | Matin | Soir  | Soir  | Matin | Soir  | Soir  |
| ---------------- | ----- | ----- | ----- | ----- | ----- | ----- | ----- | ----- | ----- |
| 60 m             |       |       |       | S     | ½     | ½     |       | F     | F     |
| 400 m            | S     | ½     | ½     |       | F     | F     |       |       |       |
| 800 m            |       | S     | S     |       | ½     | ½     |       | F     | F     |
| 1 500 m          |       | S     | S     |       | F     | F     |       |       |       |
| 3 000 m          |       |       |       | S     |       |       |       | F     | F     |
| 60 m haies       | S     | ½     | F     |       |       |       |       |       |       |
| 4 × 400 m        |       |       |       |       |       |       |       | F     | F     |
| Saut en hauteur  |       |       |       | Q     |       |       |       | F     | F     |
| Saut à la perche |       |       |       | Q     |       |       |       | F     | F     |
| Saut en longueur |       |       |       | Q     |       |       |       | F     | F     |
| Triple saut      | Q     |       |       |       | F     | F     |       |       |       |
| Lancer du poids  |       | Q     | Q     |       | F     | F     |       |       |       |
| Pentathlon       | F     | F     | F     |       |       |       |       |       |       |

## Nations participantes
630 athlètes issus de 45 nations participent aux compétitions (346 hommes et 284 femmes). Le nombre d'athlètes engagés est indiqué entre parenthèses.
| - Albanie (2) - Allemagne (38) - Arménie (5) - Autriche (10) - Azerbaïdjan (3) - Belgique (16) - Biélorussie (20) - Bosnie-Herzégovine (5) - Bulgarie (12) - Chypre (3) - Croatie (8) - Danemark (11) - Espagne (34) - Estonie (12) - Finlande (13) - France (47) | - Géorgie (2) - Gibraltar (2) - Grèce (14) - Hongrie (6) - Irlande (7) - Islande (2) - Israël (4) - Italie (27) - Lettonie (7) - Lituanie (9) - Macédoine du Nord (1) - Malte (1) - Moldavie (2) - Monaco (1) - Norvège (12) - Pays-Bas (15) | - Pologne (18) - Portugal (15) - Tchéquie (16) - Roumanie (16) - Great Britain (32) - Russie (55) - Saint-Marin (1) - Serbie (6) - Slovaquie (6) - Slovénie (9) - Suède (15) - Suisse (7) - Turquie (12) - Ukraine (25) |

## Compétition

### Résultats

#### Hommes
| Épreuves | Or                                                                               | Argent                                                                          | Bronze                                                                          |
| --- | -------------------------------------------------------------------------------- | ------------------------------------------------------------------------------- | ------------------------------------------------------------------------------- |
| 60 m détails | Francis Obikwelu 6 s 53 (EL, NR)                                                 | Dwain Chambers 6 s 54                                                           | Christophe Lemaitre 6 s 58                                                      |
| 400 m détails | Leslie Djhone 45 s 54 (EL, NR)                                                   | Thomas Schneider 46 s 42                                                        | Richard Buck 46 s 62                                                            |
| 800 m détails | Adam Kszczot 1 min 47 s 87                                                       | Marcin Lewandowski 1 min 48 s 23                                                | Kevin López 1 min 48 s 35                                                       |
| 1 500 m détails | Manuel Olmedo 3 min 41 s 03 (SB)                                                 | Kemal Koyuncu 3 min 41 s 18 (NR)                                                | Bartosz Nowicki 3 min 41 s 48                                                   |
| 3 000 m détails | Mo Farah 7 min 53 s 00                                                           | Hayle Ibrahimov 7 min 53 s 32                                                   | Halil Akkas 7 min 54 s 19                                                       |
| 60 m haies détails | Petr Svoboda 7 s 49                                                              | Garfield Darien 7 s 56 (PB)                                                     | Adrien Deghelt 7 s 57 (PB)                                                      |
| Relais 4 × 400 m détails | France Marc Macédot Leslie Djhone Mamoudou Hanne Yoann Décimus 3 min 6 s 17 (NR) | Royaume-Uni Nigel Levine Nick Leavey Richard Strachan Richard Buck 3 min 6 s 46 | Belgique Jonathan Borlée Antoine Gillet Nils Duerinck Kévin Borlée 3 min 6 s 57 |
| Saut en hauteur détails | Ivan Ukhov 2,38 m (WL)                                                           | Jaroslav Bába 2,34 m (SB)                                                       | Aleksandr Shustov 2,34 m (PB)                                                   |
| Saut à la perche détails | Renaud Lavillenie 6,03 m (WL, NR, CR)                                            | Jérôme Clavier 5,76 m                                                           | Malte Mohr 5,71 m                                                               |
| Saut en longueur détails | Sebastian Bayer 8,16 m (SB)                                                      | Kafétien Gomis 8,03 m (SB)                                                      | Morten Jensen 8,00 m (SB)                                                       |
| Triple saut détails | Teddy Tamgho 17,92 m (WR)                                                        | Fabrizio Donato 17,73 m (NR)                                                    | Marian Oprea 17,62 m (SB)                                                       |
| Lancer du poids détails | Ralf Bartels 21,16 m (EL)                                                        | David Storl 20,75 m (SB)                                                        | Maksim Sidorov 20,55 m                                                          |
| Heptathlon détails | Andrei Krauchanka 6 282 pts (EL, PB)                                             | Nadir El Fassi 6 237 pts (PB)                                                   | Roman Šebrle 6 178 pts                                                          |
| Records et Performances - AR : Record continental (area record) - CR : Record des championnats (championship record) - MR : Record du meeting (meet record) - NR : Record national (national record) - OR : Record olympique (olympic record) - PR : Record paralympique (paralympic record) - PB : Record personnel (personal best) - SB : Meilleure performance personnelle de la saison (season's best) - WL : Meilleure performance mondiale de l'année (world leader) - WJR : Record du monde junior (world junior record) - WR : Record du monde (world record) Circonstances et Conditions - DNF : N'a pas terminé (did not finish) - DNS : N'a pas pris le départ (did not start) - DQ : Disqualification (disqualification) - NM : Aucun essai valable enregistré (No Mark) - Q : Qualifié « directement » au prochain tour (ou à la prochaine compétition), lors d'une compétition majeure, grâce au classement ou à la réalisation des minima (automatic qualifier) - q : Qualifié au prochain tour (ou à la prochaine compétition), lors d'une compétition majeure, grâce au repêchage ou à la réalisation de l'une des meilleures performances parmi celles des « non qualifiés directement » (grâce au meilleur temps ou à la meilleure distance par exemple) (secondary qualifier) |                                                                                  |                                                                                 |                                                                                 |

#### Femmes
| Épreuves | Or                                                                                        | Argent                                                                                 | Bronze                                                                   |
| --- | ----------------------------------------------------------------------------------------- | -------------------------------------------------------------------------------------- | ------------------------------------------------------------------------ |
| 60 m détails | Olesya Povh 7 s 13 (EL)                                                                   | Mariya Ryemyen 7 s 15 (PB)                                                             | Ezinne Okparaebo 7 s 20                                                  |
| 400 m détails | Denisa Rosolová 51 s 73 (PB)                                                              | Olesya Krasnomovets 51 s 80                                                            | Kseniya Zadorina 52 s 03                                                 |
| 800 m détails | Jennifer Meadows 2 min 0 s 50                                                             | Linda Marguet 2 min 1 s 61                                                             | Marilyn Okoro 2 min 2 s 46                                               |
| 1 500 m détails | Elena Arzhakova 4 min 13 s 78                                                             | Nuria Fernández 4 min 14 s 04                                                          | Yekaterina Martynova 4 min 14 s 16                                       |
| 3 000 m, détails | Helen Clitheroe 8 min 56 s 66                                                             | Lidia Chojecka 8 min 58 s 30                                                           | Layes Abdullayeva 9 min 0 s 37                                           |
| 60 m haies détails | Carolin Nytra 7 s 80 (EL)                                                                 | Tiffany Ofili 7 s 80 (NR, EL)                                                          | Christina Vukicevic 7 s 83 (NR)                                          |
| Relais 4 × 400 m détails | Russie Kseniya Zadorina Kseniya Vdovina Yelena Migunova Olesya Krasnomovets 3 min 29 s 34 | Royaume-Uni Kelly Sotherton Lee McConnell Marilyn Okoro Jennifer Meadows 3 min 31 s 36 | France Muriel Hurtis Lætitia Denis Marie Gayot Floria Guei 3 min 32 s 16 |
| Saut en hauteur détails | Antonietta Di Martino 2,01 m                                                              | Ruth Beitia 1,96 m                                                                     | Ebba Jungmark 1,96 m                                                     |
| Saut à la perche détails | Anna Rogowska 4,85 m (NR, EL)                                                             | Silke Spiegelburg 4,75 m                                                               | Kristina Gadschiew 4,65 m                                                |
| Saut en longueur détails | Darya Klishina 6,80 m                                                                     | Naide Gomes 6,79 m                                                                     | Yulia Pidluzhnaya 6,75 m                                                 |
| Triple saut détails | Simona La Mantia 14,60 m (WL)                                                             | Olesya Zabara 14,45 m (SB)                                                             | Dana Veldáková 14,39 m (SB)                                              |
| Lancer du poids détails | Anna Avdeyeva 18,70 m                                                                     | Christina Schwanitz 18,65 m                                                            | Josephine Terlecki 18,09 m (PB)                                          |
| Pentathlon détails | Antoinette Nana Djimou 4 723 points (NR, WL)                                              | Austra Skujytė 4 706 points                                                            | Remona Fransen 4 665 points                                              |
| Records et Performances - AR : Record continental (area record) - CR : Record des championnats (championship record) - MR : Record du meeting (meet record) - NR : Record national (national record) - OR : Record olympique (olympic record) - PR : Record paralympique (paralympic record) - PB : Record personnel (personal best) - SB : Meilleure performance personnelle de la saison (season's best) - WL : Meilleure performance mondiale de l'année (world leader) - WJR : Record du monde junior (world junior record) - WR : Record du monde (world record) Circonstances et Conditions - DNF : N'a pas terminé (did not finish) - DNS : N'a pas pris le départ (did not start) - DQ : Disqualification (disqualification) - NM : Aucun essai valable enregistré (No Mark) - Q : Qualifié « directement » au prochain tour (ou à la prochaine compétition), lors d'une compétition majeure, grâce au classement ou à la réalisation des minima (automatic qualifier) - q : Qualifié au prochain tour (ou à la prochaine compétition), lors d'une compétition majeure, grâce au repêchage ou à la réalisation de l'une des meilleures performances parmi celles des « non qualifiés directement » (grâce au meilleur temps ou à la meilleure distance par exemple) (secondary qualifier) |                                                                                           |                                                                                        |                                                                          |

### Tableau des médailles
| Rang  | Nation             | Or | Argent | Bronze | Total |
| ----- | ------------------ | -- | ------ | ------ | ----- |
| 1     | France             | 5  | 5      | 2      | 12    |
| 2     | Russie             | 5  | 2      | 5      | 12    |
| 3     | Allemagne          | 3  | 4      | 3      | 10    |
| 4     | Royaume-Uni        | 3  | 4      | 2      | 9     |
| 5     | Pologne            | 2  | 2      | 1      | 5     |
| 6     | République tchèque | 2  | 1      | 1      | 4     |
| 7     | Italie             | 2  | 1      | 0      | 3     |
| 8     | Espagne            | 1  | 2      | 1      | 4     |
| 9     | Portugal           | 1  | 1      | 0      | 2     |
| 9     | Ukraine            | 1  | 1      | 0      | 2     |
| 11    | Biélorussie        | 1  | 0      | 0      | 1     |
| 12    | Turquie            | 0  | 1      | 1      | 2     |
| 13    | Azerbaïdjan        | 0  | 1      | 1      | 2     |
| 13    | Lituanie           | 0  | 1      | 0      | 1     |
| 15    | Belgique           | 0  | 0      | 2      | 2     |
| 15    | Norvège            | 0  | 0      | 2      | 2     |
| 17    | Danemark           | 0  | 0      | 1      | 1     |
| 17    | Pays-Bas           | 0  | 0      | 1      | 1     |
| 17    | Roumanie           | 0  | 0      | 1      | 1     |
| 17    | Slovaquie          | 0  | 0      | 1      | 1     |
| 17    | Suède              | 0  | 0      | 1      | 1     |
| Total | Total              | 26 | 26     | 26     | 78    |

## Records
Record du monde (WR) : 1

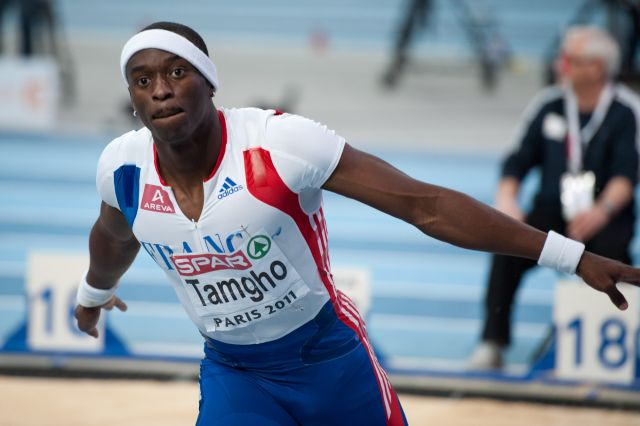
Teddy Tamgho remporte le concours du triple saut et réalise un nouveau record du monde en salle avec 17.92 m

- Teddy Tamgho au triple saut : 17,92 m (record établi deux fois lors de la finale, aux deuxième et quatrième sauts)

Meilleure performance mondiale de l'année (WL) : 5
- Hommes :
  - Teddy Tamgho au triple saut : 17,92 m
  - Ivan Ukhov au saut en hauteur : 2,38 m
  - Renaud Lavillenie au saut à la perche : 6,03 m
- Femmes :
  - Simona La Mantia au triple saut : 14,60 m
  - Antoinette Nana Djimou au pentathlon : 4 723 points

Record de la compétition (CR) : 2
- Renaud Lavillenie au saut à la perche : 6,03 m
- Teddy Tamgho au triple saut : 17,92 m

Meilleure performance européenne de l'année (EL) : 6 (auxquelles on peut évidemment ajouter les 5 meilleures performances mondiales de l'année citées plus haut)
- Hommes :
  - Francis Obikwelu au 60 m : 6 s 53
  - Leslie Djhone au 400 m : 45 s 54
  - Ralf Bartels au lancer du poids : 21,16 m
- Femmes :
  - Olesya Povh au 60 m : 7 s 13
  - Carolin Nytra au 60 m haies : 7 s 80
  - Anna Rogowska au saut à la perche : 4,85 m